# Funicolare di Valle Oscura
La funicolare di Rocca di Papa, detta anche funicolare di Valle Oscura, era una funicolare che collegava il centro abitato di Rocca di Papa, posto in cima a un colle, con la sottostante Valle Oscura, dalla quale aveva origine una tranvia interurbana diretta a Roma.

## Storia
La funicolare di Valle Oscura venne attivata il 10 ottobre 1906, alcuni mesi dopo l'apertura della nuova linea tranviaria.
Rimase in esercizio fino al 27 luglio 1932, data in cui venne sostituita dal nuovo impianto di Valle Vergine, posto circa un chilometro più a sud.

## Caratteristiche
La funicolare aveva una lunghezza di 330 m (313 m in orizzontale) con un raddoppio intermedio. La pendenza massima era del 385‰. Lo scartamento del binario era di 1200 mm.
L'impianto funzionava con un contrappeso ad acqua.